# László Réczi
László Réczi (Kiskunfélegyháza, Hungría, 1947) es un deportista húngaro retirado especialista en lucha grecorromana donde llegó a ser medallista de bronce olímpico en Montreal 1976.

## Carrera deportiva
En los Juegos Olímpicos de 1976 celebrados en Montreal ganó la medalla de bronce en lucha grecorromana de pesos de hasta 62 kg, tras el luchador polaco Kazimierz Lipień (oro) y el soviético Nelson Davidyan (plata).